# ウイングスーツ

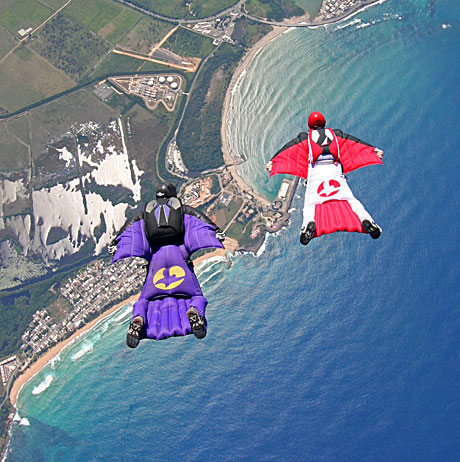
ウイングスーツで飛行する様子

BASEジャンピングにおける滑空から着陸までの過程。

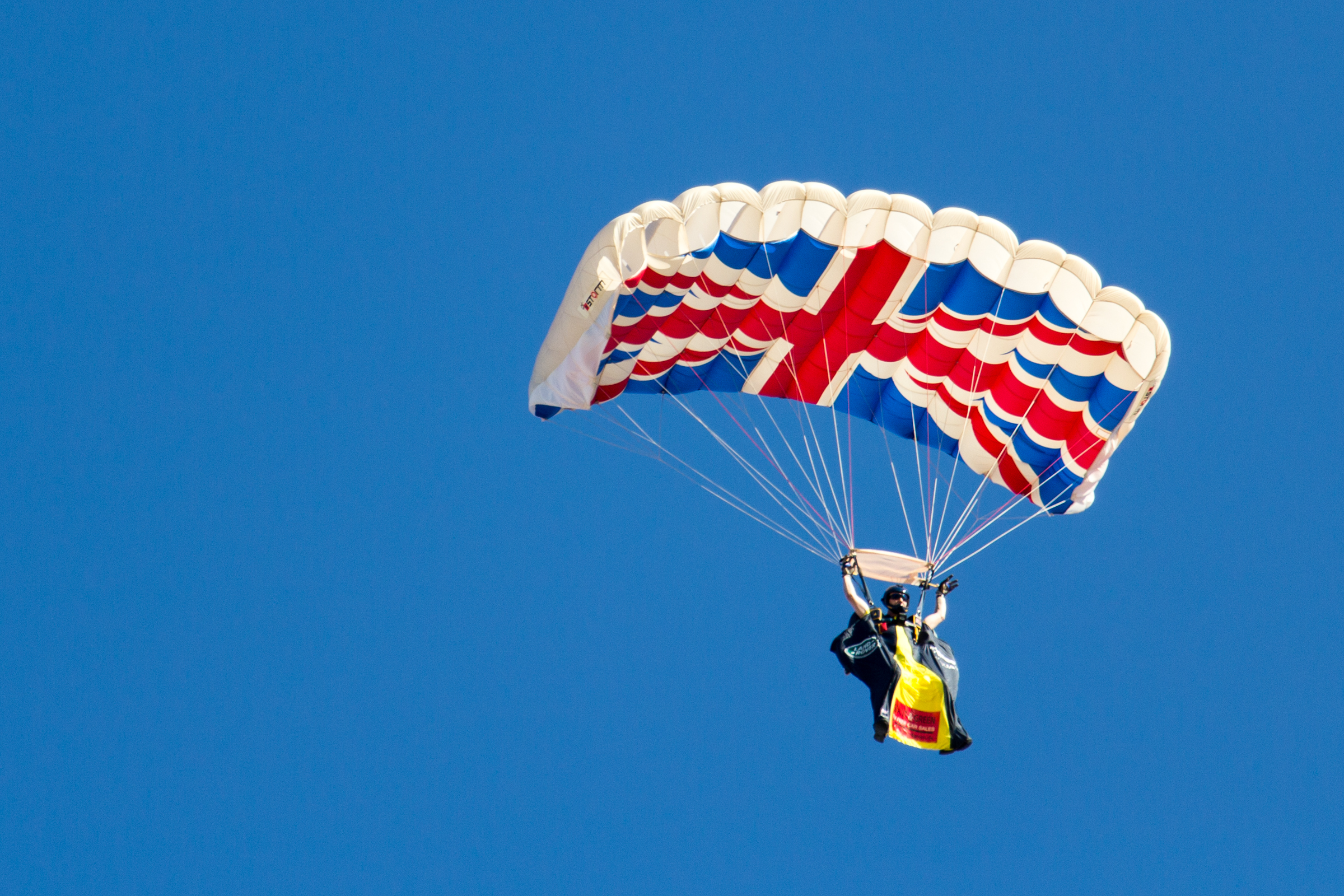
パラシュートを展開し着陸態勢に入る様子

ウイングスーツ (Wingsuit) は、手と足の間に布を張った滑空用特殊ジャンプスーツである。ムササビスーツと呼ばれることもある。ウイングスーツで飛ぶことを、“ウイングスーツフライング” または “スカイフライング” と呼び、ウイングスーツで飛ぶ人のことを、“ウイングスーツ・パイロット”、“ウイングスーター”、“スカイフライヤー” と呼ぶ。

## 概要

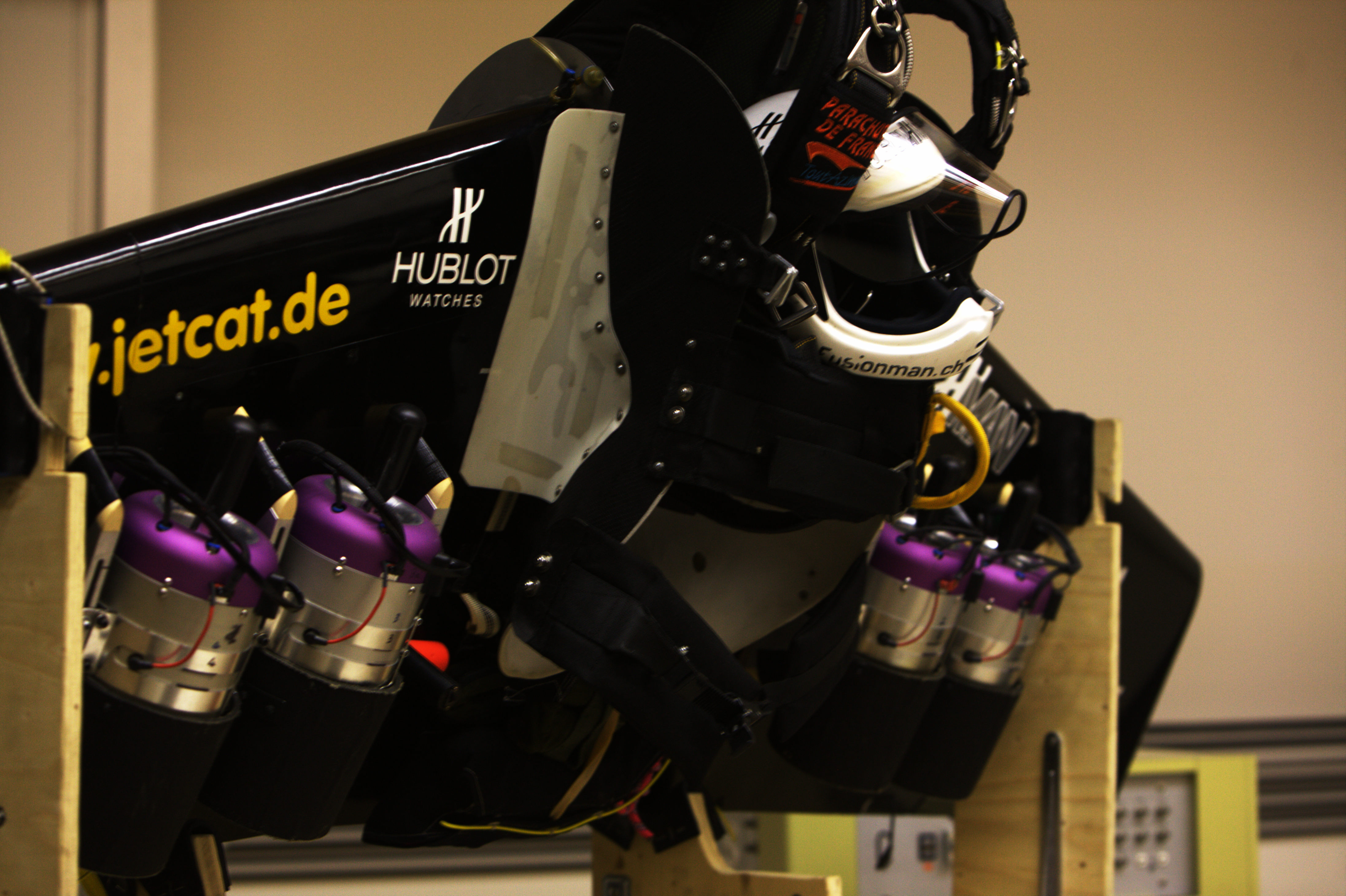
ジェットエンジン付きのウイングパック

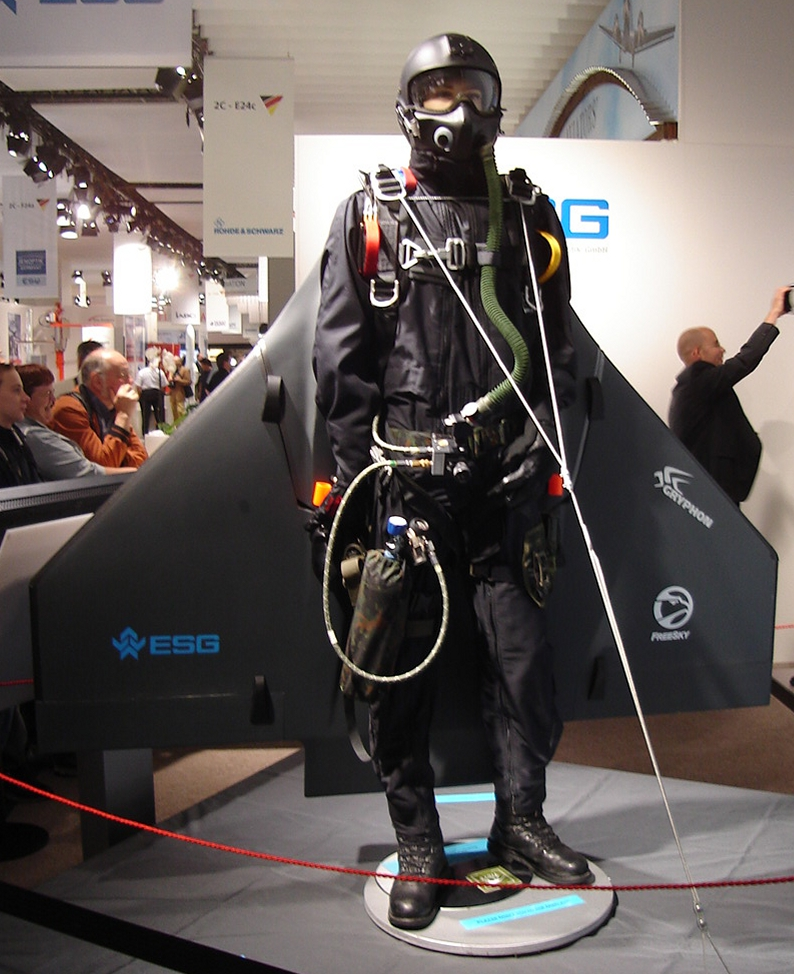
高高度装備を身に付けたウィングパック

ウイングスーツは1990年代中頃に、フランス人スカイダイバーのパトリック・ド・ガヤルドンによって考案された。1999年にはフィンランドのBIRDMAN社から世界初の市販ウイングスーツが発売された。
スカイダイビングのように飛行機やヘリコプターにより上空からや、高い崖からの “BASEジャンピング” により飛び降り、ウイングスーツによって空気抵抗を増やして落下速度を抑えるだけでなく、揚力も発生してムササビのようにある程度滑空することが出来るようになっている。最高時速は200km以上に達し、スーツ単体で高度維持したままの急減速が難しいため着陸の際は、事前にパラシュートを開いて減速し着地する。
また、飛行機のような硬質な翼を背負って滑空するタイプもある。これは「ウイングパック」 (WINGPACK) と呼ばれ、重量は増えるが滑空性能に優れ、さらにジェットエンジンを付けて水平飛行を可能にしているタイプもあり、軍事目的としても開発されている。

## 訓練
初めてのウイングスーツの使用には、ライセンスを持つ現役のスカイダイバーで500回以上の通常スカイダイビング経験、または最低200回以上の通常スカイダイビング経験とインストラクターの指導が必要である。

## 記録
2009年11月12日、米国カリフォルニア州エルシノア市で、世界16ヶ国から集まったフライヤー68名によりウイングスーツ世界最多人数のフォーメーション飛行が行われ、米国公式記録として登録される。日本からは伊藤慎一が唯一参加。
2011年5月28日、米国カリフォルニア州にて、伊藤慎一がウイングスーツ世界最長飛行の自己記録を更新。高度32,000ft (9,754m) から降下し、23.1kmを5分22秒で飛行した。同時に、ウイングスーツでの最高水平速度世界記録363km/hも達成する。

2012年5月26日には、ウイングスーツ水平飛行距離26.9km。総合飛行距離28.7kmを飛行し自己記録をさらに更新、通算5回の世界記録を達成する。
。

## 死亡事故の多さ
ウイングスーツによるBASEジャンプからの死亡事故は非常に多く、毎年20人あまりが命を落としており、特に2016年は確認できているだけでも31人もの死亡事故が起きている。
ウィングスーツの開発者であるガヤルドン自身も、1998年にハワイでの性能試験中に、リードの設定ミスが元で命を落としている（38歳没）。